# نعمت‌آباد (قروه)
نعمت‌آباد (قروه)، روستایی از توابع بخش چهاردولی شهرستان قروه در استان کردستان ایران است.

## جمعیت
این روستا در دهستان چهاردولی غربی قرار دارد و براساس سرشماری مرکز آمار ایران در سال ۱۳۸۵، جمعیت آن ۴۰ نفر (۷خانوار) بوده‌است.